# Preskusni projekt Apollo-Sojuz
Preskusni projekt Apollo-Sojuz (angleško Apollo-Soyuz Test Project; okrajšava 
ASTP; rusko Экспериментальный полёт «Аполлон» — «Союз», Preskusni polet Apollo-Sojuz; okrajšava EPAS) je bila prva skupna vesoljska odprava vesoljskih programov ZDA in SZ. Potekala je julija 1975. Za ZDA je bil to zadnji polet v Programu Apollo in zadnja odprava s človeško posadko pred poletom raketoplana Columbia aprila 1981. V sovjetskem programu je bila to odprava Sojuz 19.

## Posadka Apolla
Številka v oklepaju predstavlja število vesoljskih poletov vključno s tem za vsakega člana posadke.
- Thomas Patten Stafford (4), poveljnik odprave (CDR)
- Vance DeVoe Brand (1), pilot Komandnega modula (CMP)
- Donald Kent Slayton (1), pilot Pristajalnega modula (DMP)

### Nadomestna posadka
- Alan LaVern Bean, poveljnik odprave
- Ronald Ellwin Evans, pilot Komandnega modula
- Jack Robert Lousma, pilot Pristajalnega modula

## Posadka Sojuza
- Aleksej Arhipovič Leonov (2), poveljnik odprave
- Valerij Nikolajevič Kubasov (2), inženir odprave

### Nadomestna posadka
- Anatolij Vasiljevič Filipčenko, poveljnik odprave
- Nikolaj Nikolajevič Rukavičnikov, inženir odprave